# Greyhounds de Sault-Sainte-Marie
Les Greyhounds de Sault-Sainte-Marie sont une franchise de la Ligue de hockey de l'Ontario.

## Historique
L'équipe est connue pour avoir été une des premières équipe de Wayne Gretzky et pour avoir fait une brève apparition dans le film Les petits champions.

## Les logos

Logo de 1999/00 à 2008/09
Logo de 2009/10 à 2012/13
Logo depuis 2013/14

## Numéros retirés
Au cours de leur histoire, les Greyhounds retirèrent cinq numéros :
- 1 - John Vanbiesbrouck
- 4 - Craig Hartsburg
- 5 - Adam Foote
- 10 - Ron Francis
- 99 - Wayne Gretzky